# В ізоляції. Есеї про Донбас
В ізоляції. Есеї про Донбас — збірка есеїв Станіслава Асєєва про життя під російською окупацією Донецька в 2014 р. У 2021 р. автор отримав за неї премію імені Тараса Шевченка в номінації «Публіцистика, журналістика».

## Видання
Книга була вперше опублікована у видавництві «Люта справа» в 2018 р. У 2021 році видавництво «Чорна гора» зробило перевидання збірки. 2020 року «В ізоляції» вийшла друком у німецькому видавництві Edition Fototapeta в перекладі Клаудії Дате та Софії Онуфрів. Перекладено з української Лідією Волянською та опублікувано в The Harvard Ukrainian Research Institute та Harvard University Press у 2022 році.
Наступна книга, яку ми отримуємо від автора, — «Світлий шлях. Історія одного концтабору» про перебування в нелегальній тюрмі у Донецьку. Ця історія є своєрідним, на жаль, очікуваним продовженням, яке зазвичай пропонує російська дійсність.

## Історія створення
Станіслав Асєєв — український журналіст і правозахисник, Військовослужбовець Збройних сил України, член Українського ПЕН, засновник Justice Initiative Fund. 
Раніше жив у Донецьку, закінчив філософський факультет Донецького національного університету.
Працював позаштатним кореспондентом «Радіо Свобода», писав для газети «Дзеркало тижня», журналу «Український тиждень». Залишився у місті після початку війни та окупації Донецька, продовжував писати статті для українських медіа.
11 травня 2017 року був затриманий бойовиками так званого «МГБ ДНР», окупанти звинуватили його у «шпіонажі».
29 грудня 2019 року його звільнили.
Станіслав Асєєв досліджував застосування фізичного та психологічного впливу в концтаборах. Його цікавило, чи має насильство етнічне підґрунтя, чи воно проявляється однаково в різних країнах. У грудні 2024 року журналіст побував у сирійській в’язниці “Седная”, у якій режим Асада піддавав тортурам людей. Він хотів порівняти її з донецькою катівнею “Ізоляція” та вчергове привернути до неї увагу.
“Що це не єдиний концтабір, який існує сьогодні у світі. Завдяки “Седная” можна наочно показати людству, що концтабори у XXI столітті – це не якась медійна калька або пропаганда України в бік Росії. Ні, це реальність, яка, на жаль, існує“, – додає він.
Станіслав Асєєв дійшов висновку, що національність засуджених не є визначальним фактором, оскільки методи жорстокого поводження в “Ізоляції” та “Седная” подібні. Автор досі досліджує тему концтаборів.

## Сюжет
«В ізоляції» Станіслава Асєєва — це рефлексія освіченої людини на російську окупацію Донецька в 2014 р. Письменник сам її пройшов і впродовж 2015-2017 рр. намагався знайти відповіді на питання про мотиви цієї війни, аж поки його не увʼязнило «МГБ».
На сторінках книги «В ізоляції» Станіслав Асєєв робить спробу осягнути велике загальноукраїнське питання «чому?». Автор описує абсурдність ідейних засад росіян. Для нього це «ідеї, що ніколи не ступали далі університетських дверей».
«Не раз спостерігаючи за поведінкою людей в екстремальних ситуаціях тут, на Донбасі, можна помітити, наскільки війна змінила картину дійсності загалом, перевернувши пріоритети людей догори дригом. За понад девʼять місяців збройного протистояння «ДНР» і сам Донецьк перетворилися на іншу реальність, навіть порівняно з тим, що було тут до війни», — читаємо в книзі.
Автор викладає багато міркувань про російську ментальність загалом. З погляду ліричного героя, якого справедливо ототожнюємо з автором, Росія — це єдина країна в сьогочасній Європі, де може існувати сліпа віра політичному лідерові. Станіслав Асєєв висловлюється про це так:
«У Російській Федерації на сьогодні всі ці ментальні особливості російського населення поставлені на міцні рейки державної пропаганди, коли священики самі цілують руки «великому царю» (відомий випадок із Володимиром Путіним і священнослужи-телем), а населення щиро пишається заступником, посланим російському народу самим Всевишнім».
І, зрештою, «В ізоляції» аж ніяк не книга про політику. Ми не знайдемо там докладних аналізів промов або ж довгих трактатів про політичні рішення й війну як таку. Читач має перед собою текст-спробу однієї людини з дуже практичним живим інтелектом емоційно й раціонально по-філософськи осягнути окупацію й ті зміни, які переживає особистість під тиском цілком нової чужої реальності.